# Thessalia daviesi
Thessalia daviesi är en fjärilsart som beskrevs av Robert Grant Wind 1947. Thessalia daviesi ingår i släktet Thessalia och familjen praktfjärilar. Inga underarter finns listade i Catalogue of Life.